# Batalha de Hulao

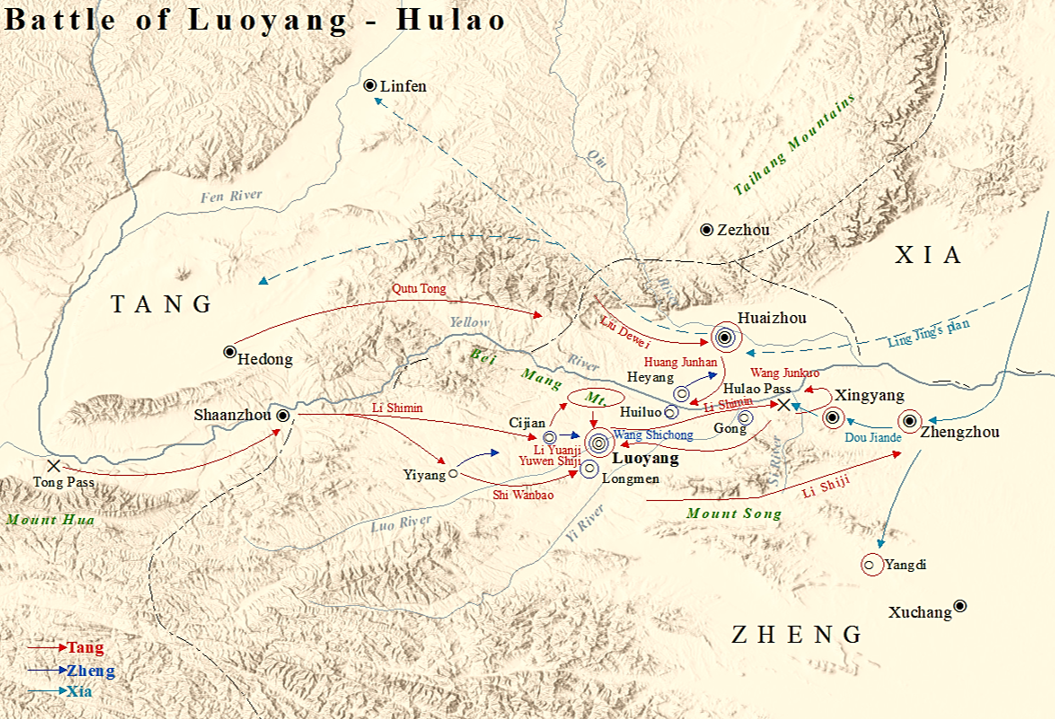
Batalha de Hulao

A Batalha de Hulao, (chinês tradicional: 虎牢之戰) ou Batalha de Sishui (汜水之戰, Wade–Giles: Ssŭ Shui), foi uma vitória decisiva da dinastia Tang sobre os rivais Zheng e Hebei-baseados Xia durante a transição da dinastia Sui para Tang. A batalha ocorreu durante a campanha Luoyang-Hulao em 28 de maio de 621, quando um exército Xia - liderado por Dou Jiande, governante de Xia - foi derrotado atacando um exército Tang menor - liderado pelo príncipe Li Shimin - entrincheirado no estratégico Passo de Hulao.
Li lançou a campanha Luoyang-Hulao em agosto de 620, atacando para leste e rapidamente cercando Wang Shichong, governante de Zheng, em Luoyang. As tentativas de Zheng de quebrar o cerco falharam, e eles pediram ajuda a Xia. Em abril de 621, Dou liderou um exército Xia de 100 000 a 120 000 soldados para o oeste para quebrar o cerco. Em vez de recuar de volta para o coração da dinastia Tang em Shanxi, Li manteve o cerco e tomou uma pequena parte do exército Tang mais a leste para o Passo de Hulao para bloquear o Xia. Seguiu-se um impasse por algumas semanas; os Tang se recusaram a lutar fora de suas posições, e os Xia se recusaram a flanquear Li ou redirecionar sua ofensiva para Shanxi.
Li quebrou o impasse no final de maio fingindo a partida de uma grande parte da cavalaria Tang. Na manhã de 28 de maio, os Xia lançaram um desafio ao se prepararem para a batalha a céu aberto. O Tang minou a resistência e a coesão da unidade da Xia em espera, atrasando a ação principal. Uma sonda de cavalaria Tang ao meio-dia se transformou em um ataque geral quando a coesão de Xia entrou em colapso. A retirada de Xia, interrompida por comunicações precárias e cavalaria Tang na retaguarda e flancos, se transformou em uma derrota. A derrota de Xia e a captura de Dou levaram à rendição de Zheng e Xia a Tang. Tang emergiu com controle sobre as planícies centrais, uma posição dominante da qual completou a conquista da China em 628.